# Consell Nacional Socialista de Nagaland
El Consell Nacional Socialista de Nagaland és una organització política de la nació naga que es va constituir el gener de 1980.
La pau signada el 14 d'agost de 1973 a Nagaland va portar a l'acord general de Shillong de data 11 de novembre de 1975 que el president del Consell Nacional Naga Angami Zapu Phizo no el va condemnar explícitament, però l'anomenada Assemblea Nacional (un òrgan del Consell nacional que feia les funcions de parlament de la nació) dirigida pel vicepresident Isak Chishi Swu i el secretari Thuingaleng Muivah, van rebutjar l'acord.
Phizo, que era a Londres, va enviar forces militars contra els líders oposats a l'acord, que va quedar de fet dividida en dos faccions: la de Phizo i la de Isak i Muivah; aquestos no solament van impedir l'actuació dels lleials a Phizo, sinó que van aconseguir la majoria a l'organització (1978) i tota la part militar va quedar sota el seu control.
El gener del 1980 el Consell Nacional Naga fou substituït pel Consell Nacional Socialista de Nagaland dirigit per Isak, Muivah i Kaplang, que va obtenir l'ajut de la Xina i Pakistan. El Govern Federal de Nagaland fou substituït pel Govern de la República Popular de Nagaland.
Del govern depenia el cobrament de taxes, la justícia, l'exèrcit (anomenat Nagaland Army o Exèrcit de Nagaland) i altres afers. L'Assemblea Nacional restava en la seva funció de parlament.
El 2 de març de 1988 van esclatar lluites entre el grup del Consell Nacional Socialista de Nagaland que estava format pels nagas de Birmània, i el grup d'Isak i Muivah, que tenia el suport dels nagas de Nagaland i de Manipur.
D'aquesta lluites van sorgir dues faccións: Consell Nacional Socialista de Nagaland-Isak Muivah (conegut en angles com National Socialist Council of Nagaland-Isak-Muivah, sigles NSCN-IM) i el Consell Nacional Socialista de Nagaland-Kaplang (National Socialist Council of Nagaland-Kapland).
El 1997 el primer va adoptar el nom de Consell Nacional Socialista de Nagalim i el segon va restar simplement com Consell Nacional Socialista de Nagaland per és conegut com a facció Kaplang.
Actualment el grup que porta aquest nom, el de Kaplang, té el suport dels pangmeis de Myanmar, dels aos del districte de Mokokchung, dels phoms i yimchungers del districte de Tuesang, dels angamis, dels semas i dels lothas, i la seva activitat principal és al Nagaland oriental, a les regions d'Hemei i Pangmei a Myanmar i als districtes de Tirap i Changland a Arunachal Pradesh. El nombre dels seus combatents és d'uns dos mil.
El 28 d'abril de 2001 va signar un alto el foc amb el govern que de moment (2006) segueix encara vigent, ja que està prorrogat fins al 27 d'abril del 2007.